# Städte im ehemaligen Fürstentum Waldeck
Die Städte im ehemaligen Fürstentum Waldeck waren mit wenigen Ausnahmen (wie Korbach und Nieder-Wildungen) sehr klein und erhielten, mit Ausnahme von Arolsen, ihre Stadtrechte bereits im 13. oder 14. Jahrhundert.

## Geschichte
Die frühen Grafen von Waldeck waren, verglichen mit den benachbarten Landgrafen von Hessen und Grafen von Ziegenhain, recht großzügig bei der Vergabe von Stadtrechten an Gemeinden in ihrem Herrschaftsbereich. Das Fürstentum Waldeck (ohne Pyrmont) hatte im Jahre 1910 auf etwa 1055 km2 Gesamtfläche etwa 52,400 Einwohner in insgesamt 110 Orten, wobei 13 Orte Stadtrecht hatten. In dem aus der Grafschaft Ziegenhain hervorgegangenen Kreis Ziegenhain gab es zum gleichen Zeitpunkt auf 585 km2 Gesamtfläche mit insgesamt 36.000 Einwohnern unter den 101 Gemeinden lediglich vier Städte: Treysa, Ziegenhain, Neukirchen und Schwarzenborn.
Fünf der waldeckischen Städte sind im Band Topographia Hassiae et Regionum Vicinarum der Topographia Germaniae von 1655 des Matthäus Merian des Älteren abgebildet.

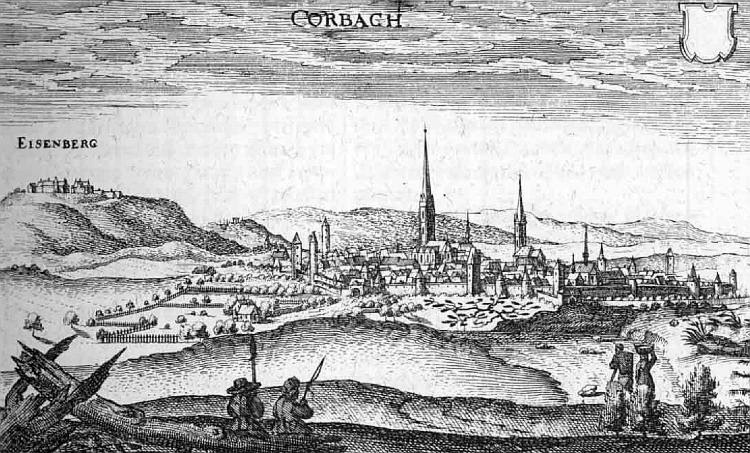
Korbach
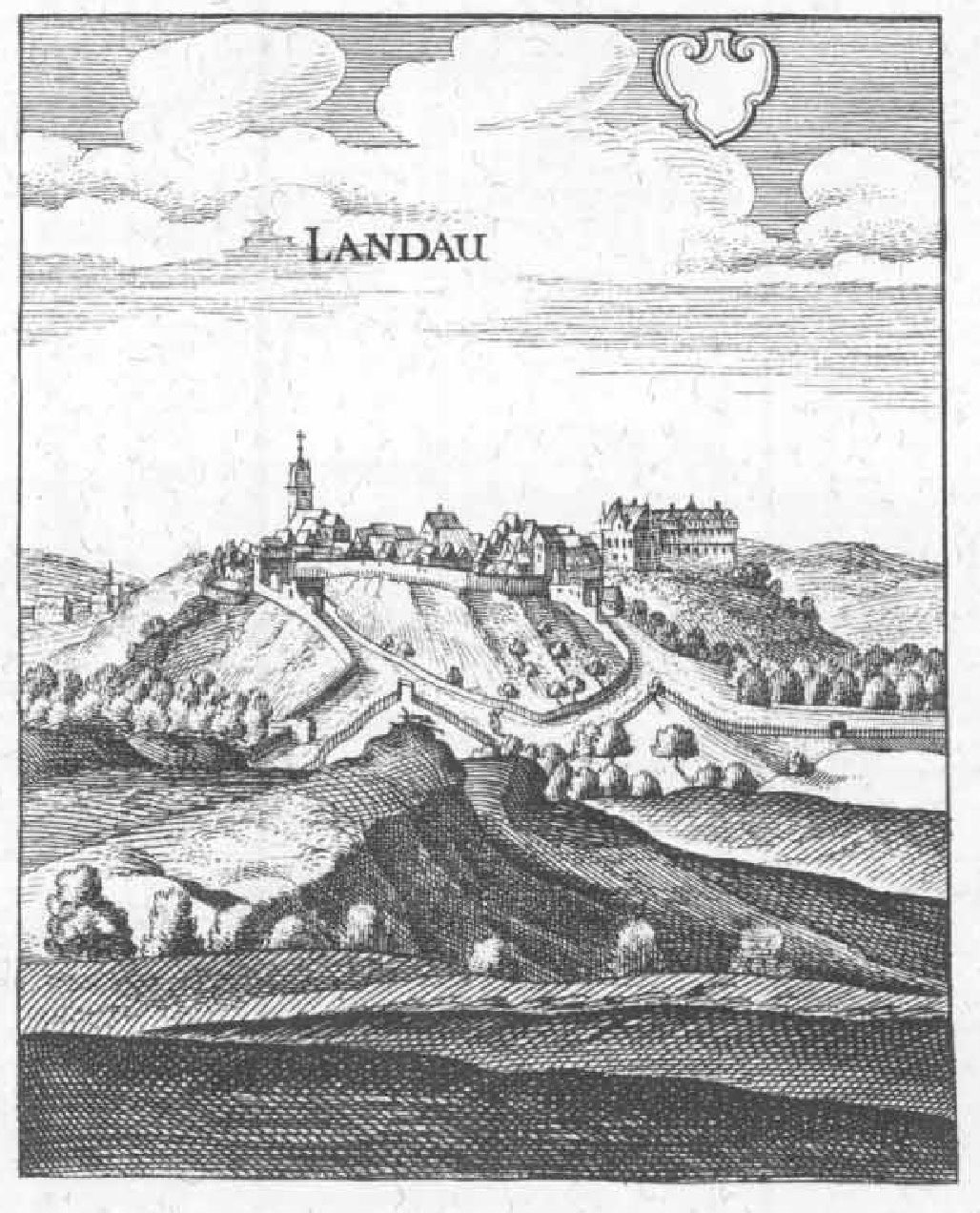
Landau
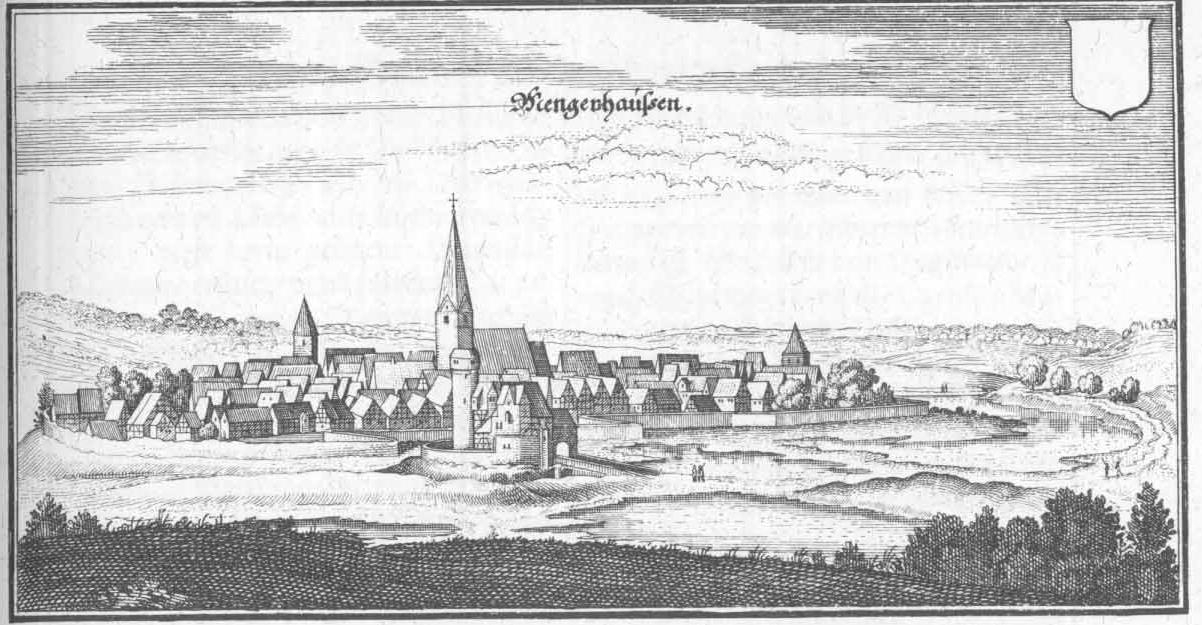
Mengeringhausen
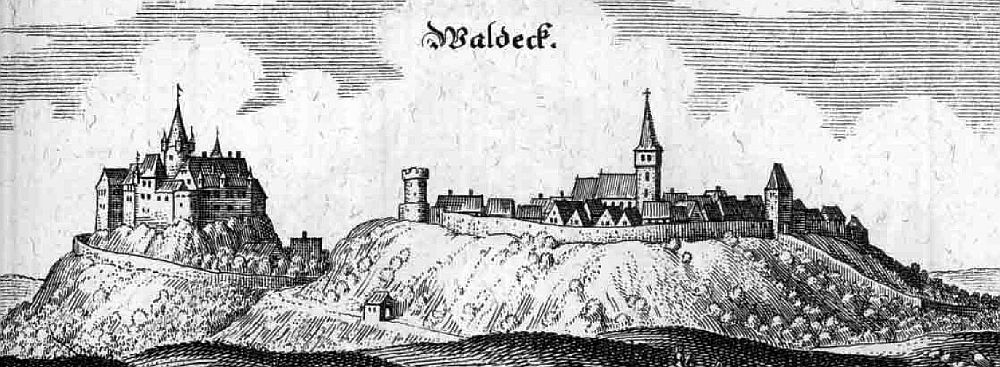
Burg und Stadt Waldeck
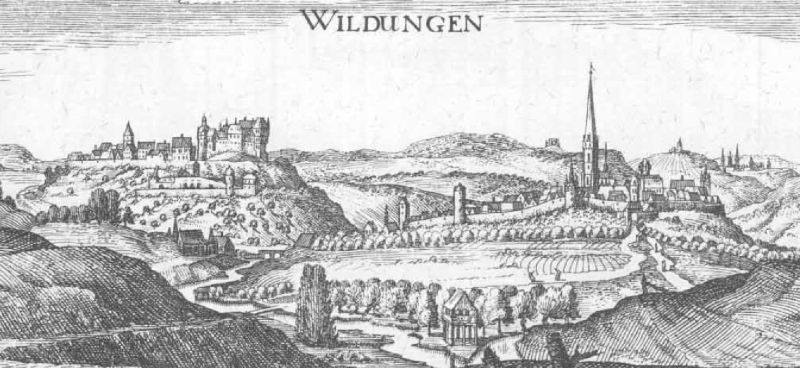
Ober- und Nieder-Wildungen

## Liste der Städte (1910)
| Stadt            | Kreis (historisch)   | Stadtrecht seit    | Einwohner 1910 | Einwohner heute | Anmerkungen |
| ---------------- | -------------------- | ------------------ | -------------- | --------------- | --- |
| Altwildungen     | Kreis der Eder       | 1362               | 646            | 2.358 (2014)    | 1940 in die Stadt Bad Wildungen eingemeindet                                                                    |
| Arolsen          | Kreis der Twiste     | 1719               | 2.793          | 8.153 (2009)    | |
| Freienhagen      | Kreis der Eder       | 1231 oder 1253     | 718            | 850 (2009)      | 1974 in die Stadt Waldeck eingemeindet                                                                          |
| Fürstenberg      | Kreis des Eisenbergs | 1254               | 335            | 432 (2010)      | kam erst 1297 an Waldeck; seit 1971 Teil der neuen Stadt Lichtenfels                                            |
| Korbach          | Kreis des Eisenbergs | 1188               | 4.424          | 18.295 (2014)   | |
| Landau           | Kreis der Twiste     | 1294               | 800            | 1.092 (2009)    | 1974 in die Stadt Bad Arolsen eingemeindet                                                                      |
| Mengeringhausen  | Kreis der Twiste     | vor 1234 oder 1301 | 1.380          | 3.685 (2009)    | 1974 in die Stadt Bad Arolsen eingemeindet                                                                      |
| Nieder-Wildungen | Kreis der Eder       | 1242               | 3.962          | 8.698 (2014)    | ab 1906 Bad Wildungen                                                                                           |
| Rhoden           | Kreis der Twiste     | 1237/1244          | 1.319          | 2.012 (2013)    | seit 1970 Teil der neuen Stadt Diemelstadt                                                                      |
| Sachsenberg      | Kreis des Eisenbergs | 1262               | 763            | 899 (2010)      | 1267 von Corvey an Waldeck verpfändet und 1297 endgültig an Waldeck; seit 1971 Teil der neuen Stadt Lichtenfels |
| Sachsenhausen    | Kreis der Eder       | 1246               | 1.091          | 1.903 (2009)    | seit 1971 Teil der Stadt Waldeck                                                                                |
| Waldeck          | Kreis der Eder       | vor 1250 oder 1266 | 482            | 1.519 (2009)    | |
| Züschen          | Kreis der Eder       | 1322               | 640            | 1.142 (2014)    | Seit 1974 Stadtteil von Fritzlar im Schwalm-Eder-Kreis                                                          |